# Crepipatella lingulata
Crepipatella lingulata är en snäckart som först beskrevs av Gould 1846.  Crepipatella lingulata ingår i släktet Crepipatella och familjen toffelsnäckor. Inga underarter finns listade i Catalogue of Life.